# 穆罕默德·亚辛·穆罕默德
穆罕默德·亚辛·穆罕默德（阿拉伯语：‎，1963年1月7日—2020年6月24日），伊拉克举重运动员。

## 生平
1963年生于阿尔贝拉。曾获伊拉克全国举重比赛第一名。之后参加1980年莫斯科和1984年洛杉矶两届奥运会，最好成绩是男子75公斤级第六名。2020年6月24日因2019冠状病毒病在瑞典去世，终年57岁。